# Josué Santos
Josué Santos, né le 1er juillet 1916, à Ciudad Juárez, au Mexique et décédé le 1er avril 2007, à Ciudad Juárez, est un ancien joueur mexicain de basket-ball.